# Saryarka, steppe et lacs du Kazakhstan septentrional
Saryarka, la steppe et les lacs du Kazakhstan septentrional, est constitué de deux zones protégées : la réserve naturelle de Naourzoum et la réserve naturelle de Korgaljyn, sur une superficie totale de 450 344 hectares. C’est une zone d’importance pour 15 à 16 millions oiseaux d’eau sur leurs chemins de migration, dont plusieurs espèces menacées comme la grue de Sibérie, le pélican frisé, le Pygargue de Pallas. Le site est inscrit sur la liste du patrimoine mondial de l’UNESCO depuis 2008.